# Texas Instruments TI-99/4A
El Texas Instruments TI-99/4A va ser un ordinador domèstic pioner de 16 bits, llançat al juny de 1981 al preu de $525 USD. Va ser una versió millorada del rar model TI-99/4, el qual va ser llançat a final del 1979 per $1.150. El TI-99/4A disposava d'un mode gràfic addicional, caràcters en «minúscules» (en la veritat, «majúscules petites») i un teclat mecànic. El seu predecessor, el TI-99/4, posseïa un teclat de goma i no podia crear text en minúscules.

## Especificacions tècniques
| Parts          | Especificacions | Especificacions |
| -------------- | --- | --------------- |
| UCP            | TI TMS9900 a 3,0 MHz                                                                                                   |                 |
| RAM            | 256 bytes - 52 KiB (màx.)                                                                                              |                 |
| VRAM           | 16 KiB |                 |
| ROM            | 26 KiB |                 |
| Teclat         | mecànic, 48 tecles |                 |
| Monitor        | monitor RGB; mode text: 32 x 24 (16 colors) o 40 x 24 (2 colors); modes gràfics: 48 x 64 o 256 x 192 pixels; 16 colors |                 |
| So             | 3 canals i 5 octaves                                                                                                   |                 |
| Ports          | port de cartutx, 2 ports de joystick, ports de casset, port RGB                                                        |                 |
| Emmagatzematge | casset o disquetera |                 |